# محمد صادق الأعرجي
محمد صادق الأعرجي ( 1883-1960م) كاتب ومدرس وصحفي عراقي.

## السيرة
ولد سنة 1883م، ودرس علوم العربية والدين في المعاهد القديمة. ومال إلى الكتابة في شبابه، فأصدر في بغداد (جريدة الرصافة) في 17 حزيران 1910م، وهي جريدة إسبوعية سياسية فنية تجارية (انتقادية)، وعطلتها الحكومة بعد سنة واحدة، ويذكر مير بصري انه اعتاض عنها بجريدة أخرى اسمها يلديرم (جريدة الصاعقة) التي أنشأها عبد الكريم الشيخلي في 8 حزيران 1911م، ولكن فائق روفائيل بطي يذكر ان جريدة الصاعقة صدر عددها الأول في 9 كانون الثاني 1910م، وكان صاحب امتيازها محمد نجيب ثنيان، وكذلك أكدها شكيب أرسلان،وصدرت باللغتين التركية والعربية وهي جريدة أسبوعية سياسية أدبية أقتصادية اجتماعية، وشارك الأعرجي في اصدارها وبتحرير القسم العربي فيها، واغلقتها الحكومة العثمانية لكونها سارت بنفس نهج جريدة الرصافة، وانتقدت سياسات الوالي جمال باشا وأدت جرأته في الكتابة إلى السجن، ولم يفرج عنه إلا بأمر من وزارة الداخلية في إسطنبول، بعد مراجعة برقية من بعض الوجهاء، ومن خلال حملة شعبية لصالحه. 
وأصدر في نيسان 1913م، (مجلة الرصافة)، وجاء في ترويستها انها: مجلة شهرية علمية أدبية تاريخية فكاهية، صدرت بأربعين صفحة، واشتملت على ثمانية فصول، ان المجلة كانت تباع بثمن (غرشين صاغ)، ولكن لم يبرز منها سوى عدد واحد.
وأختير الأعرجي بعد ذلك عضواً في مجلس ولاية بغداد وذلك عام 1914م، على عهد الوالي العثماني جاويد بك. وبعدها امتهن التعليم على أثر احتلال القوات البريطانية بغداد عام 1917م، فعين مدرساً في الأول من تشرين الأول 1917م، فزاول المهنة في المدارس الثانوية الرسمية (الحكومية) للبنين والبنات أكثر من ثلاثين سنة.وهو والد الباحث العراقي علاء الدين الأعرجي.

## شعره
كان الأعرجي شاعراً فقد قال قصيدة في الثورة العراقية سنة 1920م. جاء فيها:
ثم قال:
حتى يقول:

## وفاته
توفي الصحفي والكاتب والمدرس محمد صادق الأعرجي في بغداد أوائل شهر آب 1960م.